# Каунсил Гроув (Канзас)
Каунсил Гроув (енгл. Council Grove) град је у америчкој савезној држави Канзас.

## Демографија
По попису из 2010. године број становника је 2.182, што је 139 (-6,0%) становника мање него 2000. године.
| Група             | 2000.         | 2010.         |
| Белци             | 2.246 (96,8%) | 2.013 (92,3%) |
| Афроамериканци    | 6 (0,3%)      | 8 (0,4%)      |
| Азијати           | 5 (0,2%)      | 4 (0,2%)      |
| Хиспаноамериканци | 49 (2,1%)     | 130 (6,0%)    |
| Укупно            | 2.321         | 2.182         |